# Lascoria alucitalis
Lascoria alucitalis là một loài bướm đêm thuộc họ Noctuidae. Nó được tìm thấy ở Trung Mỹ tới Guyanas, Cuba, Puerto Rico và Jamaica. Nó cũng được tìm thấy ở Florida.